# St. Marien (Steeg)

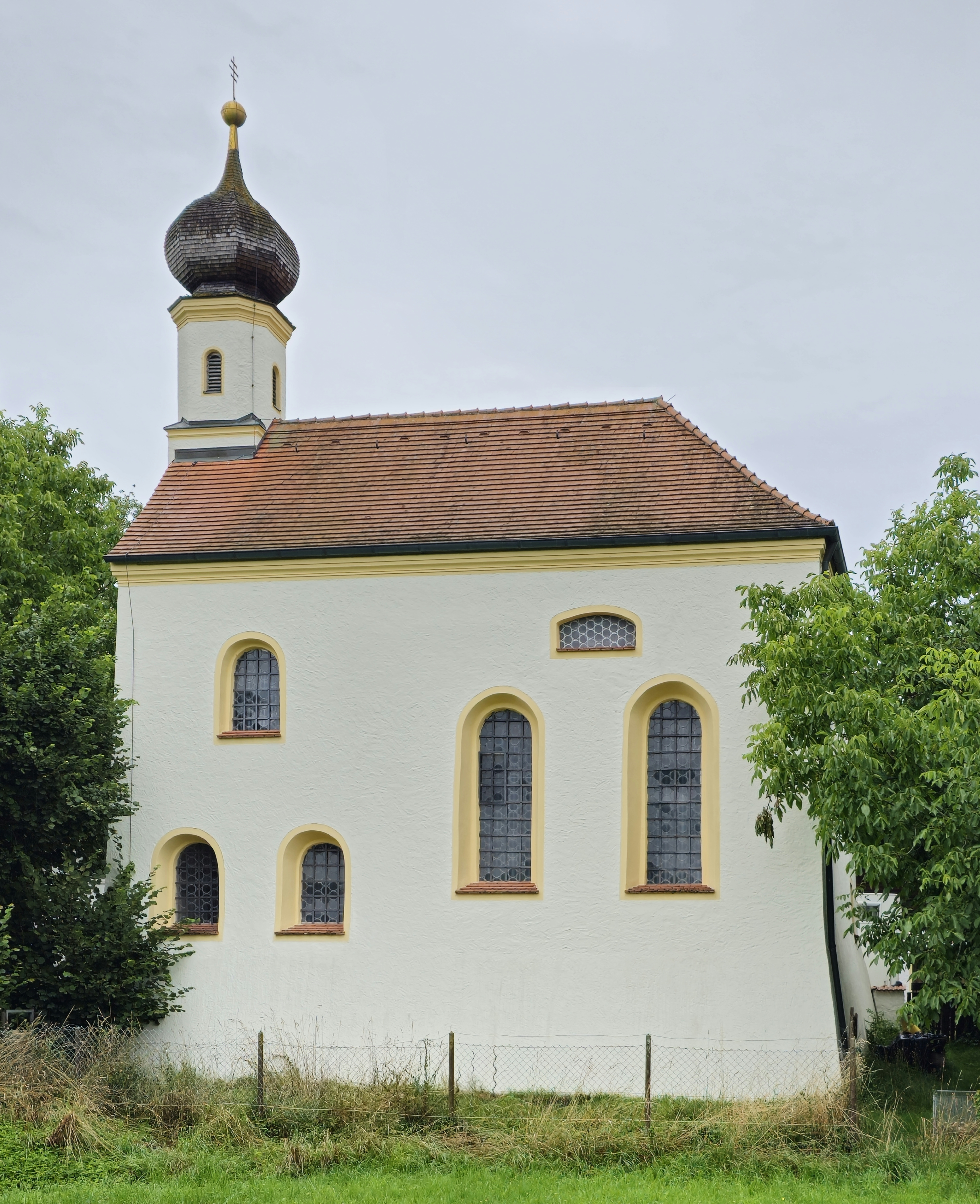
Die ehemalige Schlosskapelle

Chor der ehemaligen Schlosskapelle

Die Filialkirche St. Marien (ehem. Schlosskapelle Unserer Lieben Frau) ist eine römisch-katholische Kirche in Steeg, einem Gemeindeteil des Marktes Buchbach (Oberbayern).

## Geschichte
Nach dem letzten Gerichtshalter der Mandl'schen Schlossherrschaft von Steeg, Lorenz Brunner, wurde in der dortigen Schlosskapelle schon um 1257 die heilige Messe gelesen. Das erste Benefizium in seiner Schlosskapelle stiftete 1449 „Ritter Hanns Pfäffinger zum Steeg und Erbmarschall in Bayern“.
Die Kirche wurde im 18. Jahrhundert als Erweiterung der bereits vorhandenen Schlosskapelle des Schlosses Steeg errichtet. Die heutige Kirche bildete wohl die Süd-Ostecke des damaligen Schlosses. Sie ist heute der letzte erhaltene Rest der Schlossanlage, die um 1850 abgebrochen wurde.
Das Benefizium wurde 1891 in die Pfarrei Buchbach übernommen. 1976/77 erfolgte eine Innenrestaurierung durch Karl Holzner aus Ampfing, wobei Deckengemälde freigelegt werden konnten.

## Beschreibung
Die Kapelle wurde im Stil des Barock als schlichter rechteckiger Bau ohne alle Gliederung errichtet.
Der Saal ist flach gedeckt. An der westlichen Seite wurde eine Empore für die Herren des Schlosses eingezogen. Außen ist an der Westseite ein kleiner Dachreiter aufgesetzt, der barockisierende Aufsatz stammt von 1980.
Zur Ausstattung gehören ein Rokoko-Hochaltar von 1775 sowie 12 Apostelköpfe in Medaillonform, in Öl auf Leinwand gemalt, aus dem frühen 18. Jahrhundert.
Die katholische Filialkirche ist in der Denkmalliste des Bayerischen Landesamtes für Denkmalpflege gelistet.